# Good for Me
Good For Me (en español: Lo Mejor Para Mí) es el quinto álbum de estudio la banda estadounidense de rock alternativo The Swellers. 
El 22 de abril de 2011 fue anunciado en el website de Alternative Press que el álbum sería lanzado el 14 de junio de ese año. Junto con el anunciamiento se mostró la lista de canciones, la tapa del CD y su primer sencillo "Best I Ever Had". Ese mismo día ya podían pre-ordenar el álbum en el store de Fueled by Ramen.

## Listado de canciones
| N.º | Título                | Duración |  |
| 1.  | «Runaways»            | 2:49     |  |
| 2.  | «Inside My Head»      | 3:33     |  |
| 3.  | «The Damage»          | 3:11     |  |
| 4.  | «Parkview»            | 3:00     |  |
| 5.  | «The Best I Ever Had» | 3:59     |  |
| 6.  | «Better Things»       | 3:35     |  |
| 7.  | «On the Line»         | 3:40     |  |
| 8.  | «Nothing More to Me»  | 3:46     |  |
| 9.  | «Prime Meridian»      | 3:49     |  |
| 10. | «Warming Up»          | 3:52     |  |